# علامة بوسطن
علامة بوسطن (بالإنجليزية: Boston's sign)‏، هو انخفاض تشنجي في الجفن العلوي عند الاستدارة بالعين نحو الأسفل، تدل على الإصابة بداء غريفز الجحوظي.
كعلامة فون غريف، يهاجم جهاز المناعة الغدة الدرقية والأنسجة الرخوة حول العين. ونتيجة لذلك، تندفع العينين إلى خارج في محجر العين، وهي حالة تعرف باسم جحوظ العين.